# Световно първенство по спортна гимнастика
Световни първенства по спортна гимнастика се провеждат от 1903 г.
До 1913 г. се провеждат през година. Следва прекъсване заради Първата световна война. Подновени са през 1922 г. и до 1938 г. се провеждат всяка 4-та година. Заради Втората световна война първенствата пак рекъсват. Подновяват се през 1950 г., като 4-годишният период между шампионатите продължава до 1978 г. През следващата 1979 г. отново се провежда първенство, след което се въвежда 2-годишен цикъл. От 1991 г. се провеждат ежегодно, но някои години са пропускани – 1998, 2000, 2004, 2008, 2012, 2016 г. След 2019 г. се планират първенства на 2 години (през година).

## Списък на световните първенства
| - 1903 г.: Антверпен (Белгия) - 1905 г.: Бордо (Франция) - 1907 г.: Прага (Австро-Унгария) - 1909 г.: Торино (Италия) - 1911 г.: Люксембург (Люксембург) - 1913 г.: Париж (Франция) - прекъсване заради ПСВ - 1922 г.: Любляна (Югославия) - 1926 г.: Лион (Франция) - 1930 г.: Люксембург (Люксембург) - 1934 г.: Будапеща (Унгария) - 1938 г.: Прага (Чехословакия) - прекъсване заради ВСВ - 1950 г.: Базел (Швейцария) - 1954 г.: Рим (Италия) - 1958 г.: Москва (СССР) - 1962 г.: Прага (Чехословакия) - 1966 г.: Дортмунд (Западна Германия) | - 1970 г.: Любляна (Югославия) - 1974 г.: Варна (България) - 1978 г.: Страсбург (Франция) - 1979 г.: Форт Уърт (САЩ) - 1981 г.: Москва (СССР) - 1983 г.: Будапеща (Унгария) - 1985 г.: Монреал (Канада) - 1987 г.: Ротердам (Нидерландия) - 1989 г.: Щутгарт (Западна Германия) - 1991 г.: Индианаполис (САЩ) - 1992 г.: Париж (Франция) - 1993 г.: Бирмингам (Великобритания) - 1994 г.: Дортмунд (Германия) - 1995 г.: Сабае (Япония) - 1996 г.: Сан Хуан (Пуерто Рико) - 1997 г.: Лозана (Швейцария) - 1999 г.: Тяндзин (Китай) - 2001 г.: Гент (Белгия) | - 2002 г.: Дебрецен (Унгария) - 2003 г.: Анахайм (САЩ) - 2005 г.: Мелбърн (Австралия) - 2006 г.: Орхус (Дания) - 2007 г.: Щутгарт (Германия) - 2009 г.: Лондон (Великобритания) - 2010 г.: Ротердам (Нидерландия) - 2011 г.: Токио (Япония) - 2013 г.: Антверпен (Белгия) - 2014 г.: Нанин (Китай) - 2015 г.: Глазгоу (Великобритания) - 2017 г.: Монреал (Канада) - 2018 г.: Доха (Катар) - 2019 г.: Щутгарт (Германия) - 2021 г.: Копенхаген (Дания) - 2023 г.: Ливърпул (Великобритания) - 2025 г.: ? (?) |  |

## Медали на български състезатели
Забележка: Не са намерени данни за участието на България преди 1954 г., както и за 1993, 1994, 1995, 1996 и 1999 г.
- 1974 г. - Варна (България)
  - в крайното класиране по медали България дели 8-о място с Чехословакия с 1 бронзов медал
  - бронзов медал – Андрей Керанов, земя, 19,225 т.

- 1978 г. - Страсбург (Франция)
  - в крайното класиране по медали България е на 8-о място с 2 бронзови медала
  - бронзов медал – Стоян Делчев, кон с гривни, 19,400 т.
  - бронзов медал – Стоян Делчев, висилка, 19,600 т.

- 1981 г. - Москва (СССР)
  - в крайното класиране по медали България е на 7-о място с Унгария с 1 бронзов медал
  - бронзов медал – Зоя Грънчарова, земя, 19,675 т.

- 1983 г. - Будапеща (Унгария)
  - в крайното класиране по медали България е на 6-о място с 1 златен и 1 бронзов медал
  - златен медал – Боряна Стоянова, прескок, 19,825 т.
  - бронзов медал – Боряна Стоянова, земя, 19,850 т.

- 1987 г. - Ротердам (Нидерландия)
  - в крайното класиране по медали България е на 7-о място с 3 бронзови медала
  - бронзов медал – Любомир Герасков, земя, 19,650 т.
  - бронзов медал – Любомир Герасков, кон с гривни, 19,725 т.
  - бронзов медал – Диан Колев, прескок, 19,838 т.

- 2001 г. - Гент (Белгия)
  - отборът на България печели общо 2 златни и 1 бронзов медала
  - златен медал – Йордан Йовчев, земя, 19,550 т.
  - златен медал – Йордан Йовчев, халки, 19,775 т,
  - бронзов медал – Йордан Йовчев, крайно класиране, 56,058 т.

- 2002 г. - Дебрецен (Унгария)
  - България печели 2 сребърни медала
  - сребърен медал – Йордан Йовчев, земя, 9,675 т.
  - сребърен медал – Йордан Йовчев, халки, 9,675 т.

- 2003 г. - Анахайм (САЩ)
  - България печели 1 златен и 1 сребърен медала
  - златен медал – Йордан Йовчев, халки, 9,787 т.
  - сребърен медал – Йордан Йовчев, земя, 9,762 т.

- 2006 г. - Орхус (Дания)
  - България е на 10-о място в генералното класиране с 1 сребърен медал
  - сребърен медал – Йордан Йовчев, халки, 16,325 т.